# خورزین
خُورْزین (به عبری: כורזים) روستایی بود در شمال غرب دریاچه طبریه (دریاچه جلیل). در انجیل آمده است که عیسی مسیح نبوت تهدیدآمیز دربارهٔ آن و کفر ناحوم و بیت صیدا اعلام کرده است. روبینسون گمان دارد که خورزین در نزدیکی تل حوم بوده است و دیگران در نزد کرازه اش دانسته‌اند.
در کاوش‌های باستان‌شناسی، در این محل ویرانه‌هایی از یک کنیسه یافت شده که تزئینات آن نزد یهودیان غیرمتعارف بود.